# Nordpark Magdeburg

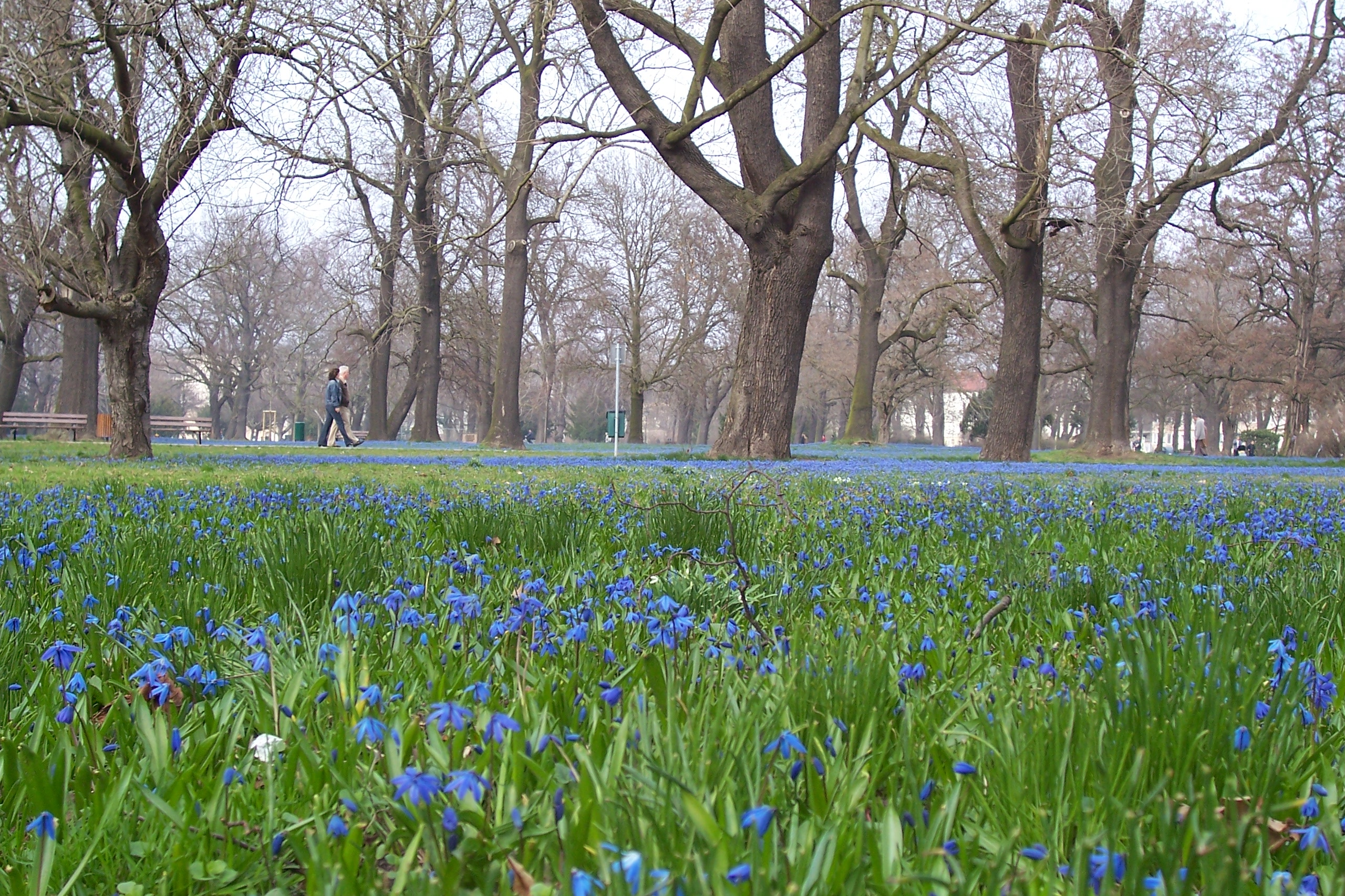
Der Nordpark im Frühling zur Blausternblüte.

Der Nordpark in Magdeburg ist eine 10 Hektar große öffentliche Grünanlage im Stadtteil Alte Neustadt. Er wurde 1827 nach Plänen von Peter Josef Lenné als Nordfriedhof angelegt. Bemerkenswert ist, dass nur liegende Grabplatten gestattet waren. 1889 wurde dann der Friedhof in einen öffentlichen Platz umgewandelt. Noch heute sind überall im Park Grabsteinplatten, zum Teil von ehemals berühmten Magdeburgern, verteilt. Einen größeren zusammenhängenden Komplex bildet des Weiteren ein sowjetischer Ehrenfriedhof mit 1652 Gräbern, welcher ursprünglich für die gefallenen sowjetischen Soldaten des Zweiten Weltkrieges gedacht war, aber bis 1966 auch für verstorbene Soldaten der Magdeburger Garnison der Gruppe der Sowjetischen Streitkräfte in Deutschland genutzt wurde.
Der Park ist frei zugänglich. Sehr beliebt ist er bei den Studenten der angrenzenden Otto-von-Guericke-Universität Magdeburg. Vor allem die öffentlichen Grillplätze im Park finden im Sommer regen Zulauf.
Ein Naturschauspiel ist jedes Jahr im Frühling die Blüte von Blausternen (Scilla siberica) im gesamten Parkgebiet.